# آتوگراف
آتوگراف (انگلیسی: Autograph) شرکت مهمان‌نوازی آمریکایی است، که در سال ۲۰۱۰ تأسیس شد.